# Max Railing
Max Railing, ab 1911 Max John Railing (* 28. Juli 1868 in München; † 14. Januar 1942 in Reading, Berkshire), war ein britischer Ingenieur und Unternehmer deutscher Herkunft.

## Leben
Max Railing, ältester Sohn des jüdischen Hopfenhändlers Isidor Railing (* 1840 in Fischach; † 1881 in München) und seiner Ehefrau Hannchen, geborene Bing (* 1847 in Scheinfeld), wuchs mit seinem Bruder Adolph (* 1878; † 1963) in München auf. Von 1878 bis 1884 zum Ende der 1. Gymnasialklasse besuchte er das Münchner Maximiliansgymnasium.
Mit einem Reisepass, ausgestellt auf Max Railing, „Commis, Elektrotechniker“, in München am 23. August 1892 für zwei Jahre, begab er sich nach England. Umgehend trat er in die aus einer Gründung von Gustav Binswanger (Byng) und Hugo Hirsch (ab 1883 Hugo Hirst) hervorgegangene Firma „General Electric Company Ltd.“ (G.E.C.) in London ein, die Isolierungsmaterial aus Porzellan, ab 1893 auch Glühlampen produzierte. 1898 wurde Railing Teilhaber (Associate); 1901 übernahm er Aufbau und Leitung der Firmenfiliale (G.E.C. Engineering Works) in Witton (Birmingham). In diesem Jahr trat auch sein Bruder Adolph Harry als Elektroingenieur in die Firma ein. In der Folge des Todes von Gustav Binswanger-Byng kehrte Max Railing 1910 nach London zurück und wurde Generalmanager der Firma. 1911 erhielt er die britische Staatsbürgerschaft. 1929 wurde er einer der Geschäftsführer, von 1932 bis 1935 Vorstandsvorsitzender (Chairman of the Council) der G.E.C. und danach bis zu seinem Tod deren Vizepräsident.
Max Railing war mit Amanda, geborene Hirsch, verheiratet; das Paar hatte zwei Töchter. 1892 hatte die Schwester der Frau, Leontine, ihren Cousin Hugo Baron Hirst geheiratet. International anerkannt galt Railing als Fachmann für die Belange der Schwer- und der Elektroindustrie sowie der Kommunikationstechnologie. Er erwarb mehrere Patente und war Mitglied zahlreicher fachbezogener und gesellschaftlicher Vereinigungen, darunter des „Dynamicables lunch club for electrical engineers“ und des „25 Club“. Er starb im Alter von 73 Jahren in seinem Haus „Whiteknights“ in Reading.

## Archivalien
- Naturalisation Certificate: Max John Railing. From Germany. Resident in London. Certificate A20612 issued 29 August 1911. The National Archives, Kew (https://www.gracesguide.co.uk/Max_John_Railing)